# 張万福
張 万福（ちょう ばんふく、716年 - 805年）は、唐代の軍人。本貫は魏州元城県。

## 経歴
曾祖父以来の儒学の家に生まれたが、万福は経書のいずれにも熟達せず、書生となるのを嫌って、騎射を学んだ。王斛斯に従って遼東に従軍して功績があり、将となって凱旋した。舒廬寿三州刺史を代行し、舒廬寿三州都団練使を歴任した。州が租税を長安に送ろうとしたが、潁州の境で反乱軍に奪われていた。万福は軽兵を率いて潁州の境に入り、反乱軍を討った。反乱軍は不意を突かれて、組織的な抵抗ができず、万福は反乱兵をことごとく殺して、奪われた物を奪回した。
ほどなく万福は正式に寿州刺史に任じられ、淮南節度副使をつとめた。淮南節度使の崔円に嫌われ、刺史職を失って、鴻臚寺卿に転じた。節度副使として1000人を率いて寿州に駐屯したが、万福は崔円を恨まなかった。
許杲が平盧行軍司馬として兵3000人を率いて濠州に駐屯し、淮南を奪おうと隙をうかがっていた。万福は崔円の命を受けて濠州刺史を代行した。許杲はこれを聞くと、兵を率いて濠州を退去し、当塗県の陳荘にとどまった。反乱軍が舒州を落とすと、万福は崔円の命を受けて舒州刺史となり、淮水南岸の反乱軍を連破した。
大暦3年（768年）、万福は長安に召還されて赴き、代宗の謁見を受けて気に入られ、和州刺史・行営防禦使となり、淮水南岸の反乱軍を討つことになった。万福が和州に着任すると、許杲は恐れて、上元県に軍を移駐した。許杲が楚州にいたって大規模な略奪をおこなったため、万福は淮南節度使の韋元甫の命を受けて許杲を追討することとなった。万福が淮陰に到着しないうちに、許杲はその部将の康自勧に追放された。康自勧は兵を率いて引き続き略奪してまわり、淮水に沿って東下したので、万福はこれを急追して殺害し、略奪された金帛や婦人らを奪回して、みなその家に送り返した。
大暦6年（771年）、韋元甫が揚州で死去すると、諸将は万福が淮南節度使の位を継ぐよう望み、監軍使の米重耀もまた万福を知節度事とするよう請願したが、万福は辞退して揚州から去った。利州刺史の職を得ながら咸陽に駐屯し、宿衛に留められた。
建中元年（780年）、淄青節度使の李正己が反乱を起こし、長江・淮水の糧道を絶とうと、埇橋・渦口に兵を置いて守らせた。万福は徳宗の命を受けて再び濠州刺史となり、渦口で淄青の兵と対峙した。泗州刺史に転じた。魏州で飢饉が起こり、餓死者が続出すると、万福は郷里を救うため、兄の子を派遣して米100車を魏州に送った。
万福は杜亜に嫌われて、長安に召還され右金吾衛将軍に任じられた。貞元21年（805年）、左散騎常侍・工部尚書として致仕した。この年の5月、死去した。享年は90。

## 伝記資料
- 『旧唐書』巻152 列伝第102
- 『新唐書』巻170 列伝第95